# Hermína Franková
Hermína Franková (Mračková, 6 de julio de 1928 – Praga, 7 de junio de 2024) fue una escritora y guionista checa.

## Biografía
Los padres de Hermína Franková tenían un negocio de calzado hecho a mano en la calle Vodičkova de Praga. Después de la guerra, abrieron una tienda en la calle Jungmannova, que fue nacionalizada después de 1948, obligando a la familia a mudarse de Praga. Su padre fue empleado como obrero en la construcción de la presa de Slapy, mientras que su madre trabajaba en el sanatorio militar de Slapy, construido en tierras confiscadas a la familia. Tras graduarse de la escuela secundaria de niñas en 1947, comenzó a estudiar farmacia en la Universidad Carolina, completando sus estudios en 1953 en la Facultad de Farmacia de la Universidad Masaryk en Brno. En 1949 se casó con Miroslav Franko. Trabajó como farmacéutica y luego en el departamento de propaganda de la empresa nacional Plantas Medicinales de 1956 a 1961. Desde 1961 se dedicó a la escritura. En 1968 se opuso a la ocupación soviética y abandonó el Partido Comunista (PCCh), al que se había unido en 1945 mientras estudiaba en la secundaria, siendo posteriormente prohibida de publicar durante los siguientes diez años. Durante los años setenta, trabajó como farmacéutica y sus libros fueron publicados bajo nombres de otros autores. Estuvo casada con el escritor Ota Šafránek de 1969 a 1976 y con Milan Hruška de 1980 a 1988. 
Sus libros comenzaron a publicarse a principios de los años sesenta. En 1968 escribió un cuento para niños Čarodějnička na koštěti, que inspiró la comedia fantástica cinematográfica La chica de la escoba al año siguiente. También escribió varios libros para adultos en los años sesenta, como Děti platí polovic?, Ženy pod helmou y Blázni a Pythagoras. A partir de los años ochenta, intentó volver a escribir bajo su propio nombre. Regresó al tema de las brujas y escribió el guion para la serie de comedias fantásticas Mujeres ardientes. Desde los años noventa pudo dedicarse completamente a la escritura; colaboró en el guion del proyecto Kinolabyrinth para la Expo de 1990 en Osaka, Japón. Vivió alternativamente en Praga y en el sur de Bohemia, homenajeando estas regiones en libros como Kluk od vody y Jupí, jdeme do světa (2014). Tuvo dos hijas.

## Publicaciones

### Libros para niños[9]
- Panáček Švícko – 1961[10]
- Plavčík a sardinky – 1965 [11](El título de cuento principal también en inglés en: Modern Tales and Fables: How the Sardines Learned to Walk, Hamlyn (1969))
- Město hraček – 1968 [12]
- Čarodějnička na koštěti – 1968 [13]
- Jedna zrzka navíc – 1976  [14] Albatros (bajo el nombre de Josef Vinař), 1990 Albatros (bajo el nombre de Hermína Franková)
- Ani v noci, ani ráno – 1979 [15] Albatros (bajo el nombre de Josef Vinař)
- Poslední prázdniny – 1980 [16] Albatros (bajo el nombre de Jarmila Černíková-Drobná)
- Vendula aneb francouzština pro pokročilé – 1981.[17] En el mismo año, edición húngara, otra edición en 2000, edición alemana Ein Versteck für Paul, 2003
- Minervistka – 1984 [18]
- Dívka na koštěti – 1987[19] (coautor M. Macourek) Albatros, 2002 Amulet.
- Kluk od vody – 1987,[20] edición francesa 1991 Nathan, Francia.
- Lékárníkových holka – 1996 [21]
- Čarodějnice bez koštěte – 2006 [22]
- Jupí, jdeme do světa! – 2014 [23]
- Padavka a bezva pes – 2016 [24]

### Libros
- Děti platí polovic? – 1961,[25] edición alemana: Kinder die Hälfte? 1965
- Vánoce v hotelu – 1964 [26]
- Blázni a Pythagoras – 1966, 1994,[27] edición alemana: Die Narren und Pythagoras 1966 Verlag Sauerlander, Suiza.
- Blázni mají propustky – 1969 [28]
- Helena v lázni – 1971 [29]
- Ubohý Džony – 1988 [30]
- Ohnivé ženy – 1992, 2004 [31]
- Hlavně dýchat – 2006 [32]
- In: Cahová, I., Gilk, E., Lukáš, M., Tobě zahynouti nedám – 2017:[33] Historia: Un orfebre vivía.

### Cine, TV, teatro
- Casa de la Madona Negra – 1962, teatro (dirección J. Dudek)
- Nechte maličkých – 1967,[34] comedia de televisión
- Dívka na koštěti – 1971,[35] motivo Hermína Franková (guión M. Macourek, dirección V. Vorlíček)
- Jak se naučit švédsky – 1979,[36] comedia de televisión (dirección I. Toman)
- Babička se nám zbláznila – 1982,[37] comedia de televisión (dirección J. Krejčík)
- Levé křídlo – 1983[38] (dirección J. Hanibal, guión M. Pavlík)
- Takový talent – 1983 [39](dirección J. Bonaventura)
- Ohnivé ženy – 1984[40] (dirección: Z. Podskalský)
- Ohnivé ženy mezi námi – 1986 [41](dirección: Z. Podskalský)
- Nejlepší kšeft mého života – 1988,[42] juego de TV (dirección J. Adamec)
- Kinolabyrint (Cinelabyrinth) – 1990,[43] guión para Expo’90 en Osaka (coautor del guión M. Macourek, autor del proyecto dr. R. Činčera)
- Lékárníkových holka – 1996 [44](dirección A. Procházková)
- Politik a herečka – 2001 [45](dirección J. Herz)